# Měcháč písečný
Měcháč písečný (Pisolithus arrhizus, syn. Pisolithus tinctorius, P. arenarius) je břichatkovitá houba.

## Popis
Plodnice je nepravidelně oválného, bramborovitého, nejčastěji hruškovitého až kyjovitého tvaru, velká 5–15 cm v průměru. Vnější povrch pokožky (okrovky) je zbarven žlutookrově, špinavě hnědožlutě a u starších plodnic až hnědě, občas s tmavšími hnědočernými skvrnami.
Teřich uvnitř plodnice je tvořen nápadnými žlutavými pecičkami, propletenými černými žilkami, které uzráváním směrem od okrajů plodnice k jejímu středu tmavnou a postupně se rozpadají ve hnědý výtrusný prach. Plodnice tak na řezu vyvolává dojem nápadných různobarevných pásů zrníček.
Plodnice je v mládí těžká, dozráváním se odshora rozpadá v hnědý výtrusný prach. Vůně a chuť je nápadně kořenitá. Kulovitá část plodnice přechází naspodu v třeňovitou, často kořenující, část.

## Výskyt
Měcháč písečný roste nepříliš hojně v létě a na podzim převážně v borových či jiných jehličnatých, případně smíšených lesích, převážně na písčitých půdách, často podél cest, v písčitých svazích či náspech. Vytváří mykorrhizu s borovicemi

## Užití

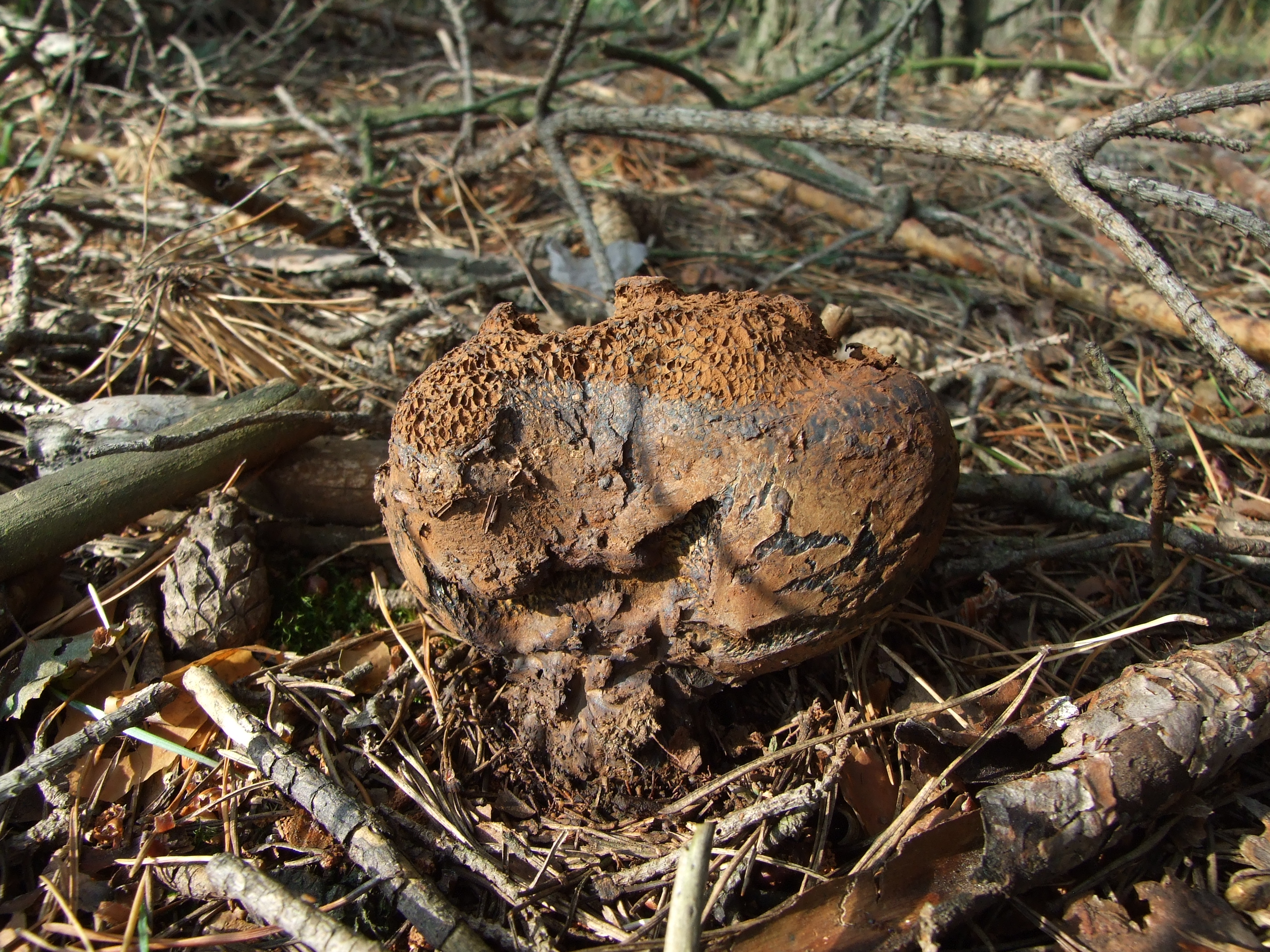
Starší plodnice měcháče písečného

Měcháč písečný byl v mládí, dokud se plodnice nezačne rozpadat v hnědý výtrusný prach, považován za jedlý a použitelný pro svou výraznou chuť v menším množství jako koření coby náhražka lanýžů. V současnosti se ke konzumaci nedoporučuje.
Měcháč písečný se také používal jako barvivo na textilie.